# 九四式六号無線機
九四式六号無線機（きゅうよんしきろくごうむせんき）は、大日本帝国陸軍が開発した近距離通信用の無線機である。この無線機は歩兵部隊に配備され、通話距離2kmを目標とした。この機材は電信送信と無線電話の機能を持っていた。駄馬1頭で本無線機4機を運んだが、輸送時には2機を1梱包とした。この1梱包の重量は全備47kgである。また通信に必須の機材は兵1名によって携行できた。本無線機は行動中の通信が可能である。
昭和5年研究開始。この無線機は歩兵部隊用とされた。携帯用小無線機の開発方針は、無線電話連絡に用いるものであること、通信距離は電話1km、電信2kmを確保すること、歩兵2名から3名で運搬することである。
昭和6年、研究方針を修正した。内容は以下の通りである。歩兵部隊内の電話連絡用であること、超短波を使用すること、通話距離範囲は1kmであること、容易に運搬できること。この方針から十三号丁無線電話機（歩兵用）が作られ、陸軍歩兵学校が器材を試験した。ほか特別工兵演習に試用し、設計上の資料を収集した。これにより準備研究が終了した。
昭和7年、方針を修正。副通信法に電信送信を追加した。器材を試作、試験を実施した。
昭和8年、方針を修正した。歩兵部隊内の電話連絡用であること、超短波を用いること、通話距離は2km、容易に運搬できること、副通信法に電信装置を設けることであった。この試作器材は、陸軍歩兵学校の歩兵戦闘法研究演習に参加し、試用されたほか、特別工兵演習にも試用された。
昭和9年1月、満州北部での冬期試験を実施した。結果、構造や組立が簡単で取扱いが容易、また酷寒でも2km内外での通話に適すると判定された。こののち、多数の無線機を近接使用したときの通信の良否、密林内での通信機能の試験を経て、おおむね所期の性能を持つと確認された。9月には満州北部で雨期・炎熱試験が行われた。結果、機能が優秀であること、取扱いが容易、無線通信手の教育が短期間で済み、おおむね実用に適すると判定された。10月、試作器材の試験が陸軍歩兵学校で行われ、通信の確実性と戦場での安全率、酷寒での操作性などになお不安があるとされた。しかし若干改修すれば連隊・大隊間の副通信機材に実用可能であるとされた。評価に基づいて改修が加えられた。
昭和10年3月、兵器採用検査の実績から短期に製造可能と確認された。11月、陸軍技術本部に本無線機に関して意見を求め、異論がないことから仮制式制定の上申が認められた。12月、上申。
戦後、本田宗一郎は偶然捨てられていた六号無線機の発電用小型エンジンを発見したことを契機に、小型エンジンと自転車を組み合わせてバタバタを製品化した。

## 構成
この無線機は通信装置、発電装置、空中線材料、付属品、材料で構成される。
通信装置内容
- 通信機・無線電話と電信送信機能を持つ。周波数範囲は25,000から30,000キロサイクル毎秒。
- 付属品・送受話器など。
- 予備品・交換用部品。
- 材料

発電装置内容
- 手廻発電機・一人手廻式全閉型直流発電機を使用した。定格出力5ワット、定格電圧は高圧135ボルト、低圧側3ボルト。定格電流は高圧30ミリアンペア、低圧350ミリアンペア。回転数はハンドル側が70回転毎分、電気子側で5,100回転毎分。
- 付属品・ケーブルなど。
- 材料

空中線は約1.4m長、対地線は約0.7m長の金属桿が用いられた。この金属製パイプには各部にジョイントが設けられ、通信手の姿勢に追従できた。
付属品は小型電灯、ワイヤーカッター、ねじ回しなどである。他に器材収容用の箱があり、収容された機材は輜重用十五年式駄馬具によって運搬された。